# Cerapteroceroides ghorpadei
Cerapteroceroides ghorpadei är en stekelart som beskrevs av Hayat 2003. Cerapteroceroides ghorpadei ingår i släktet Cerapteroceroides och familjen sköldlussteklar. Inga underarter finns listade i Catalogue of Life.